# Danza dels Arquets del Corpus Christi de Valencia
La danza dels Arquets, es una de las componentes del grupo de les Dansetes, nombre con el que se conocen a las danzas interpretadas por niños, que se realiza dentro de los actos de la festividad del Cospus Christi de la ciudad de Valencia.

## Historia
La mayoría de estas dansetes o bailes infantiles datan de las décadas centrales del siglo XIX, si atendemos a sus características musicales, recordando muchas polcas originarias del centro de Europa. Esta danza, como el resto de danzas infantiles participan en la Cabalgata del Convite.
Este baile al igual que el dels Llauradors y el dels Pastorets, constituyen las tres danzas que representarían el bucolismo romántico, la añoranza de la naturaleza y la reivindicación del medio rural. Son danzas de tipo ornamental que presentan figuras coreográficas mucho más sencillas que otras danzas.
Esta danza coincide en su música y coreografía con las danzas llamadas antiguamente polonesas (ya que es así como se llamaba a las niñas que la interpretaban), aunque se popularizó el nombre de danza dels Arquets, porque las niñas que la bailaban llevaban unos arcos florales que utilizaban para crear efectos coreográficos en la ejecución de la danza.
Según Manuel Arenas Andújar esta danza se incorporó a la Cabalgata del Convit de Valencia en 1846, momento en el que se reestructuró esta cabalgata.

## Descripción
La vestimenta de las danzantes coincide más o menos con el de pastora o serrana, es decir, llevan una falda de color (normalmente rojo) que está adornada con unos galones horizontales, un corpiño blanco con cintas trenzadas sobre una camisa o chambra blanca, y un sombrero de paja con flores. Respecto al calzado, suele ser alpargatas de cintas trenzadas. Esta vestimenta hace que versiones de esta danza típicas de otros lugares como Ribarroja o Villamarchante, sean conocidas como Danza de les Pastoretes.

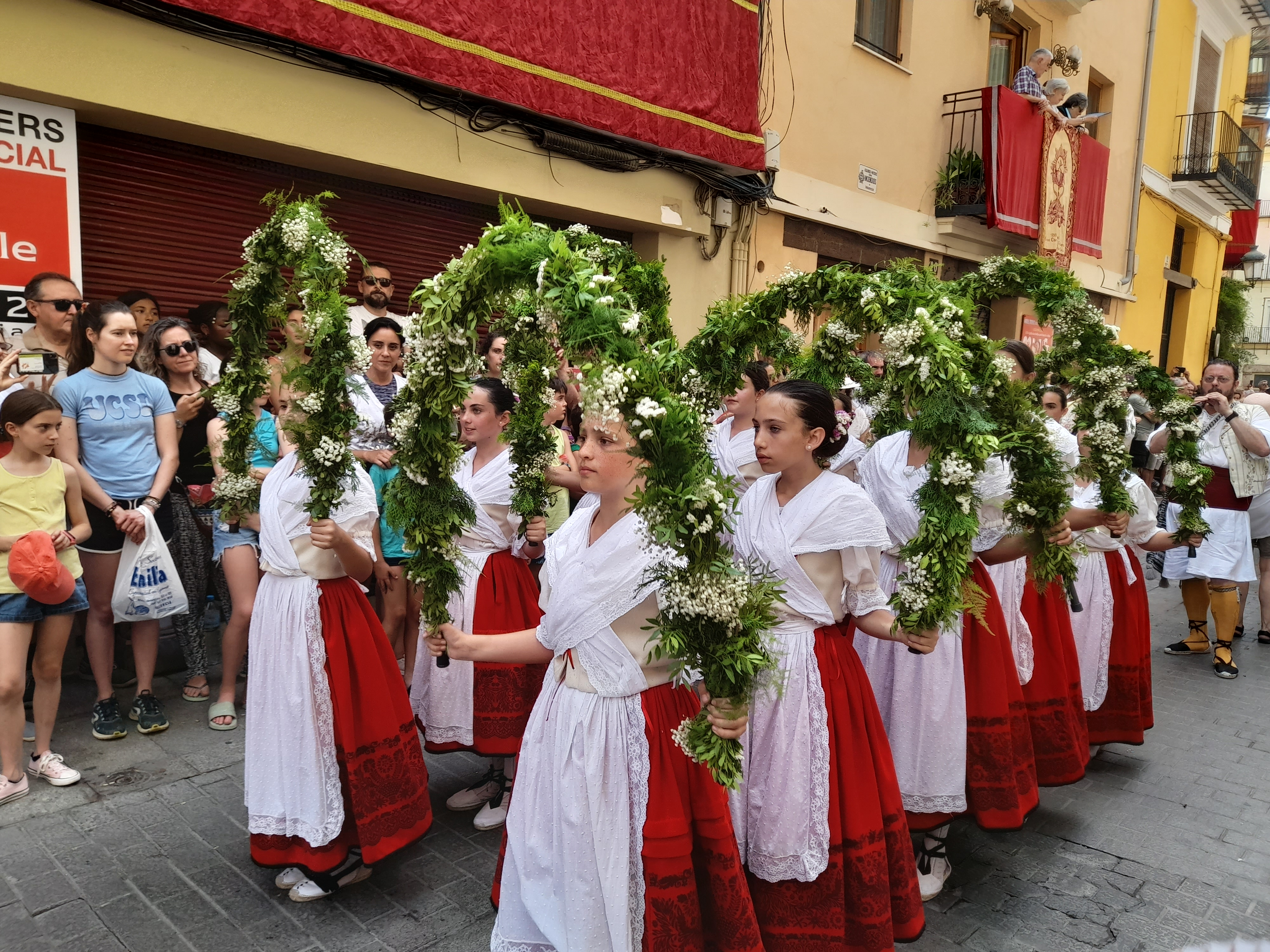
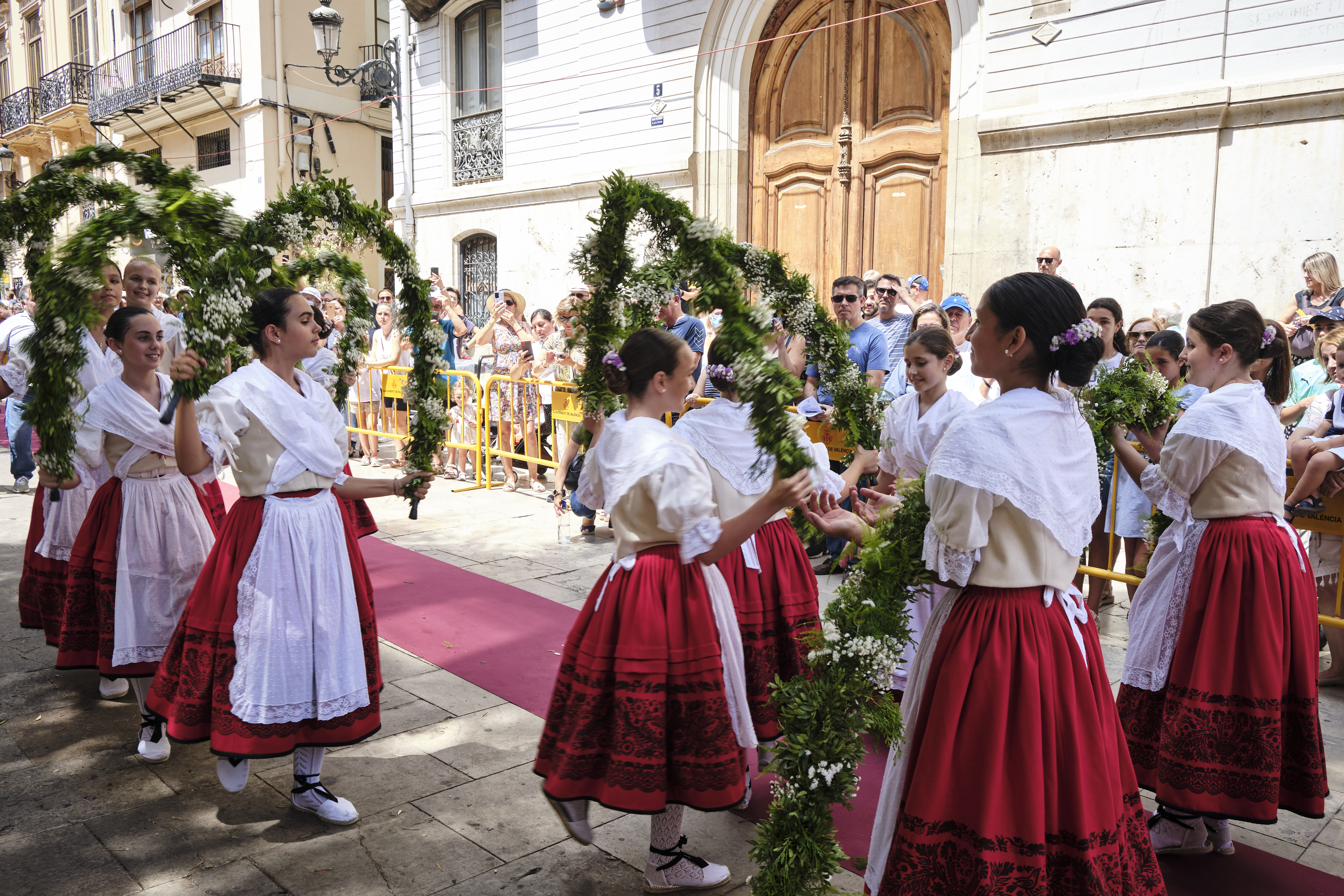
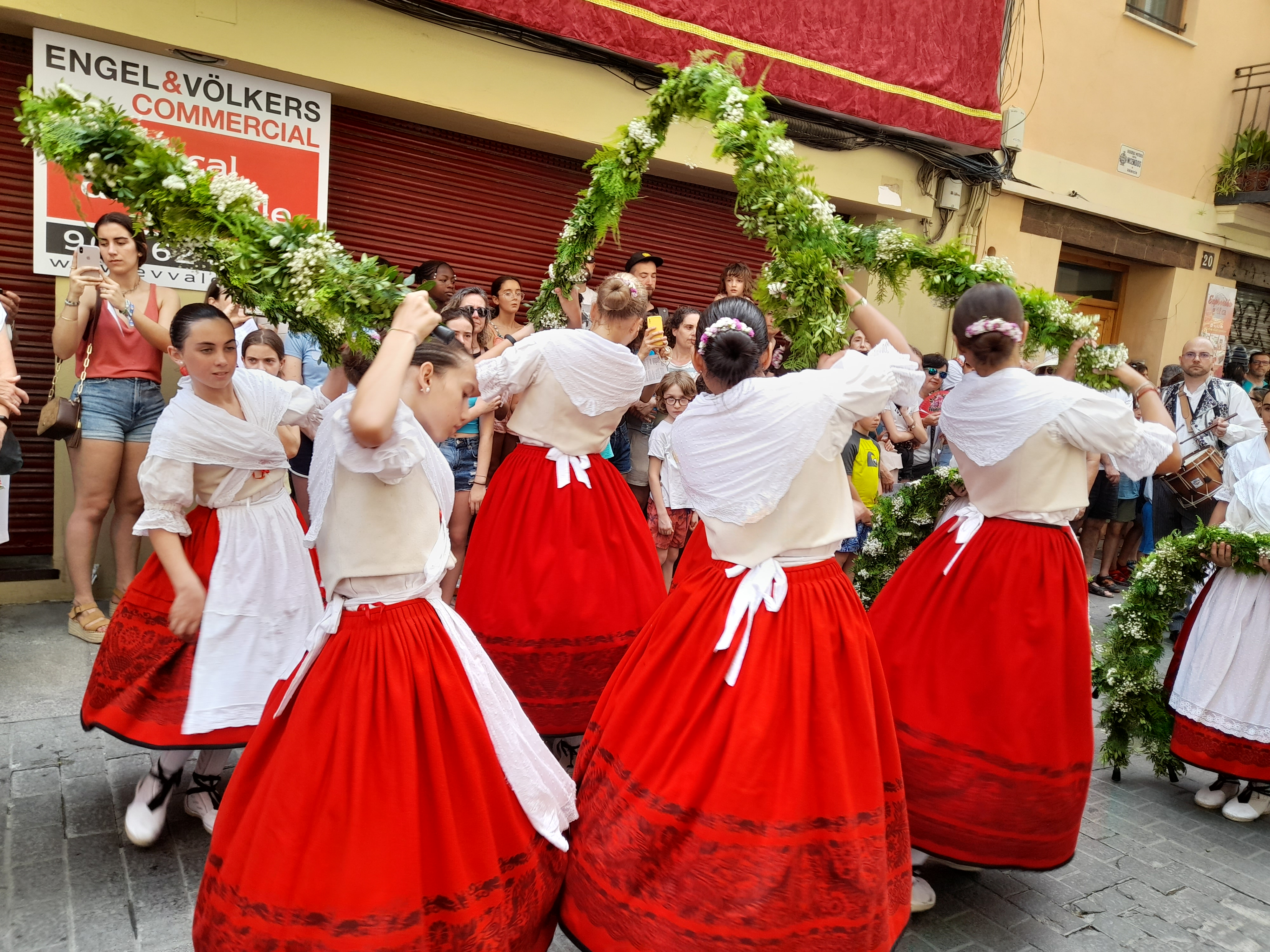
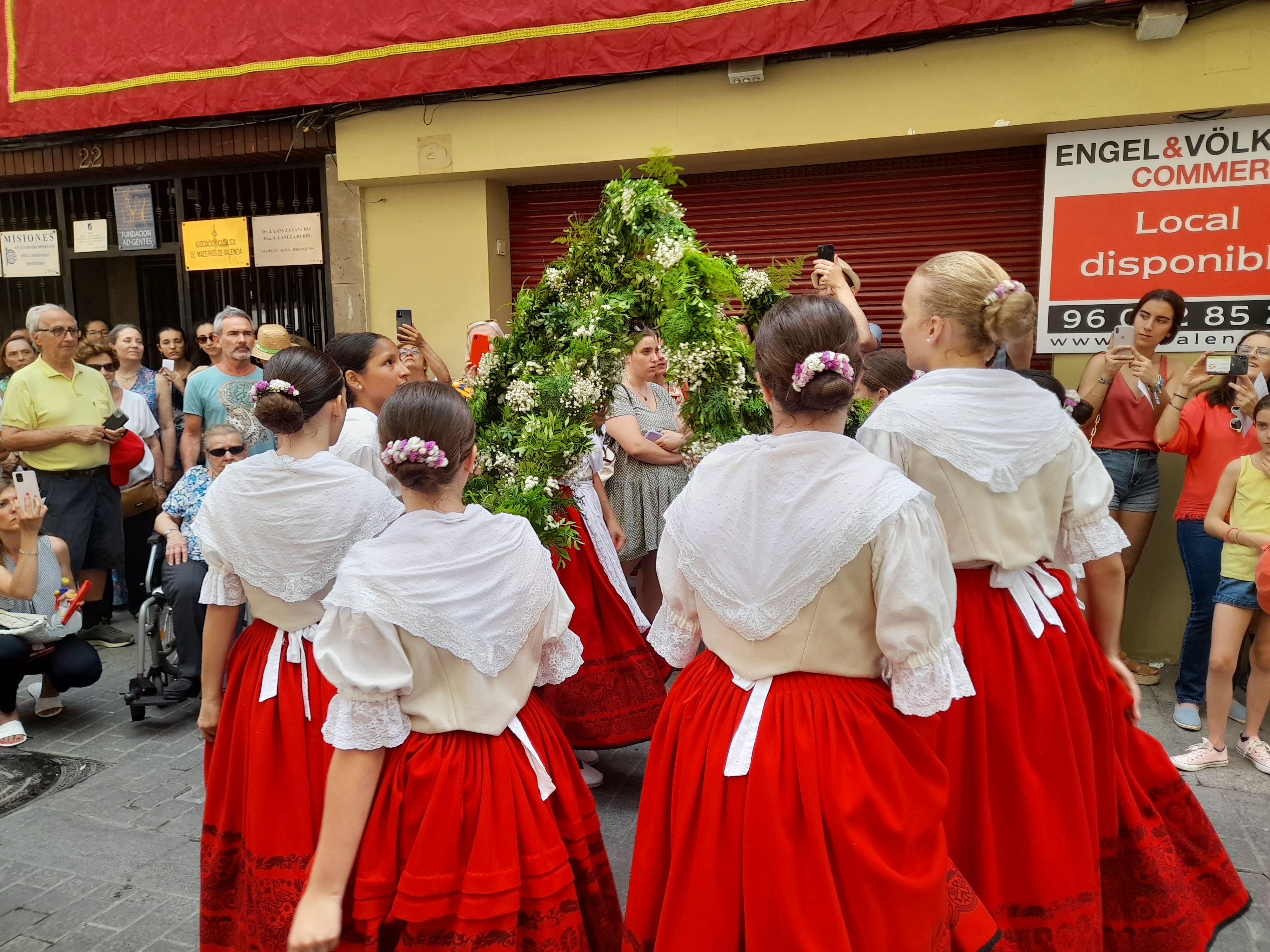
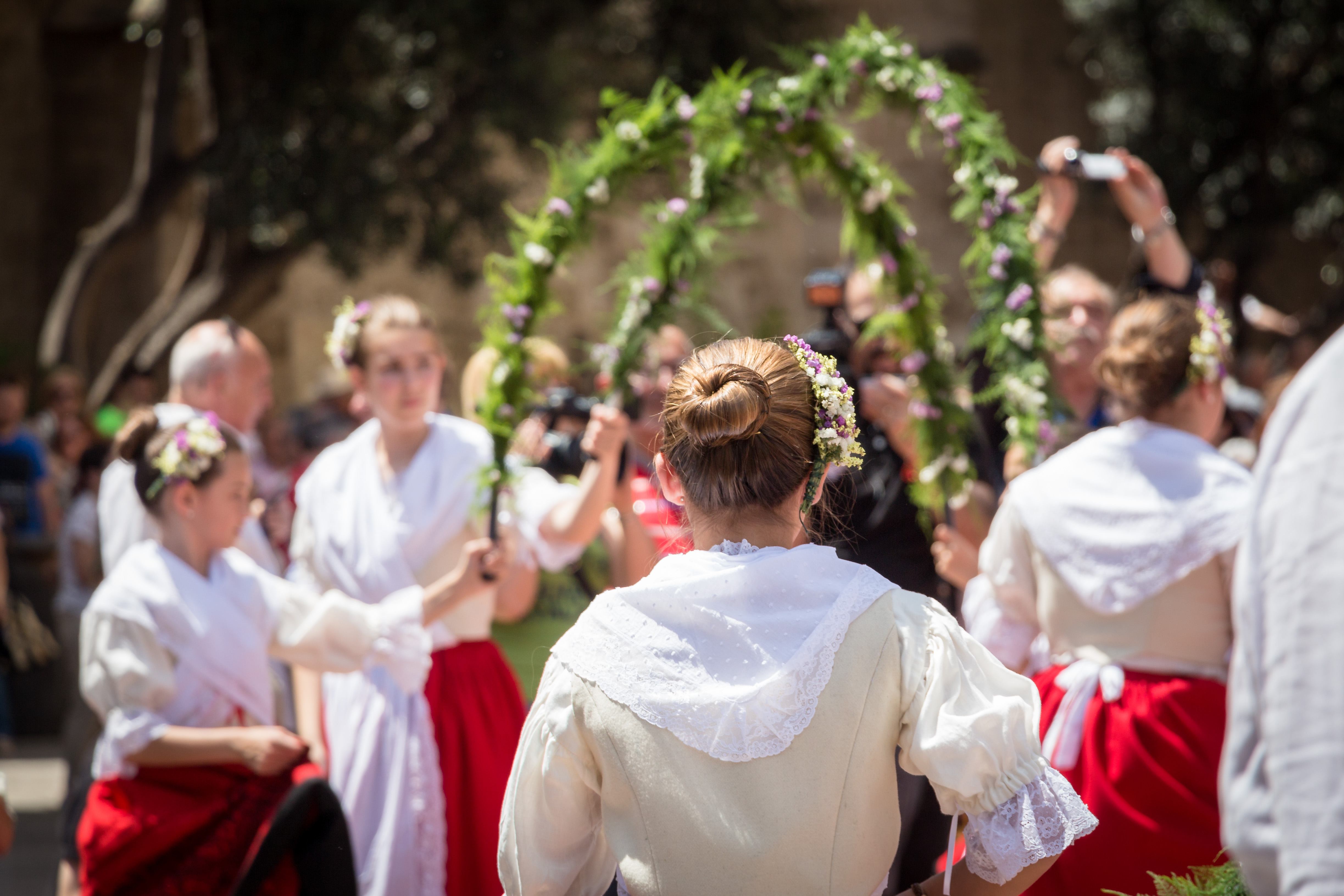
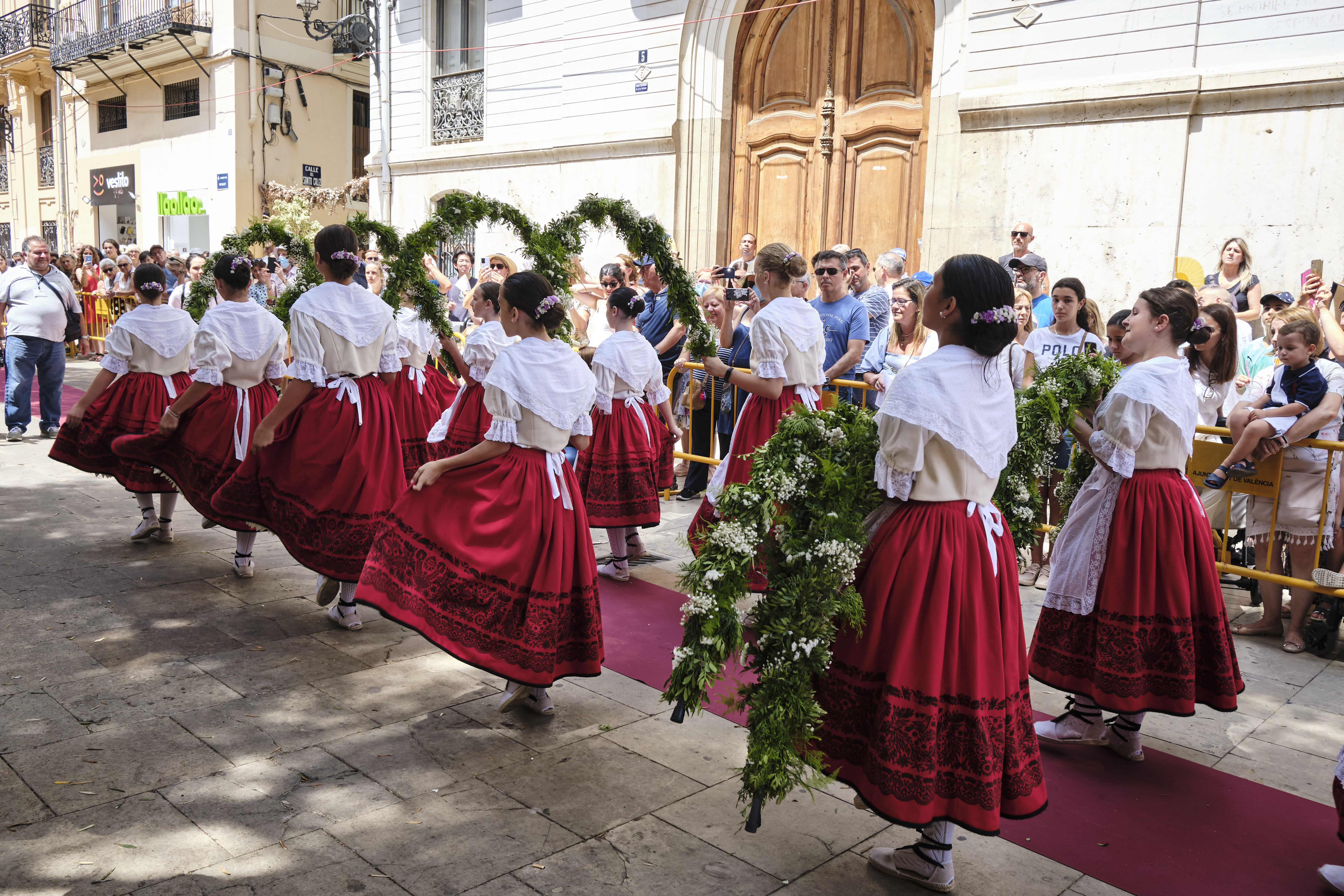

En las versiones más antiguas, las bailarinas evolucionan guiadas por una reina, pero en las versiones más actuales la guía ha desaparecido interpretando la danza 8 niñas. Además, otras dos niñas no ejecutan el baile, sino que lo que hacen es recoger los arcos en los momentos en los que sea necesario.
El único paso que es utilizado en esta danza es el común a otras danzas infantiles: primero con el pie derecho se golpea con fuerza el suelo al tiempo que el izquierdo queda en alto durante este golpe fuerte del derecho. A continuación el pie izquierdo camina pero utilizando la mitad de tiempo que cuando golpea fuertemente el suelo, acompañando el derecho con la misma rapidez al izquierdo en el desplazamiento. Se golpea fuertemente el suelo nuevamente, siendo esta vez el pie izquierdo el que lo hace, mientras que el derecho queda en el aire. Y nuevamente se produce el desplazamiento rápido de ambos pies.
A partir de esta base se describen una serie de evoluciones y combinaciones, entre las que destacan:
Entrada
Especie de marcha con la que se pretende formar dos filas empleando para ello la primera de las dos fases melódicas que constituyen la música de esta danza. El paso inicial lo realiza cada fila con un pie diferente, para conseguir un efecto visual que consiste en abrir los arcos cuando golpean con el pie que queda en la parte interior de las filas, y cerrándolos cuando golpean los pies que están al exterior de éstas. Dan lugar así a lo que se llama Monos de colocación inicial.
Primera figura
Conseguido este efecto, cambia la fase melódica y comienza la primera figura que consiste en cerrar las filas hasta formar una sola, para ello se intercalan las niñas que ocupan la misma posición de una fila y otra, luego se pasará a abrirla nuevamente volviendo a tener dos filas. Mientras se abren las filas, cada niña gira sobre sí misma cuando llega a su puesto inicial, y los arcos se inclinan a diferente lado según la fila a la que la danzante pertenece, ya que cada fila golpea con pie diferente al empezar el baile.
Tras la primera figura se pasa a una composición intermedia (dejar arcos) en la que se inicia una marcha en la que se van intercalando las niñas de una fila en la otra al tiempo que las danzantes que ocupan los sitios pares de la primera fila dejan sus arcos, mientras que las de la segunda fila lo hacen las danzantes impares, quedando así cuatro niñas sin arco. Ahora vuelven a la posición inicial y las niñas que no tienen arco pasan a compartir el de su compañera, cogiendo cada niña una parte del mismo dando lugar de esta forma a una composición intermedia conocida como Nueva formación.
Segunda figura
Partiendo de esta nueva formación se dará lugar a la segunda figura en la que cada pareja para por debajo del puente creado con los arcos de las restantes danzantes, mientras el suyo lo bajan hacia sus pies. Van pasando desde las primeras a las últimas, quedando al final en la misma posición que al principio.
Tras esta segunda figura se realizan dos composiciones intermedias, en la primera conocida como partir la fila se descompone y adoptan una formación de dos filas de cuatro danzantes cada una, pasando inmediatamente después a formar una cruz entre cada pareja de danzantes de cada una de las dos nuevas filas, dando lugar a la segunda composición intermedia que es la de la montar arcos. A partir de esta formación en cuadros y con arcos montados, pasan a la siguiente figura.
Tercera figura
Consiste en hacer girar dichos cuadros primero hacia la derecha y luego hacia la izquierda.
Tras esta figura se pasa a otras tres composiciones intermedias, desmontar arcos, volviendo a poner a las danzantes en dos filas, para pasar después a volver a juntar las dos filas en una sola, volviendo a una formación anterior que es el punto de partida de la siguiente composición intermedia, componer la cúpula, en la que todas las parejas de danzantes que comparten arco componen con éstos una cúpula que luego elevarán un poco.
Cuarta figura
Inmediatamente pasan a girar la cúpula a derecha y a izquierda dando lugar a la cuarta figura. Pasando luego a la composición intermedia de deshacer la cúpula, para volver a la formación inicial, de la cual partirán para dejar de compartir arco y las niñas que lo habían dejado pasarán por delante de las que los guardaban para recoger arcos y volverán al grupo dando lugar a una nueva formación intermedia consistente de nuevo en dos filas de cuatro danzantes cada una con sus respectivos arcos.
Salida
Cuando todas han llegado a sus posiciones de partida de la danza, salen ambas filas en sentido contrario al que entraron, concluyendo la danza.